# Méjeanne
 (mars 2025).
Si vous disposez d'ouvrages ou d'articles de référence ou si vous connaissez des sites web de qualité traitant du thème abordé ici, merci de compléter l'article en donnant les références utiles à sa vérifiabilité et en les liant à la section « Notes et références ».
La Méjeanne est un cours d'eau, long de 17,5 km[réf. souhaitée], affluent de la Loire. Elle traverse 2 départements : Ardèche et Haute-Loire, en région Auvergne-Rhône-Alpes. Elle prend sa source sur la commune d'Issanlas, près de la célèbre auberge de Peyrebeille.

## Communes traversées
- Coucouron
- Issanlas
- Lanarce
- Lavillatte
- Arlempdes
- Saint-Arcons-de-Barges
- Saint-Paul-de-Tartas
- Salettes
- Vielprat